# Drslavice (Boêmia do Sul)
Drslavice é uma comuna checa localizada na região da Boêmia do Sul, distrito de Prachatice.